# Schmiedeknechtia piliventris
Schmiedeknechtia piliventris är en biart som beskrevs av Schwarz 1993. Schmiedeknechtia piliventris ingår i släktet Schmiedeknechtia och familjen långtungebin. Inga underarter finns listade i Catalogue of Life.